# Anne Elisabet Jensen
Anne Elisabet Jensen, née le 17 août 1951 à Kalundborg, est une femme politique danoise, députée européenne (1999-2014) pour le parti Venstre qui est représenté dans le groupe Alliance des démocrates et des libéraux pour l'Europe.
Elle siège au sein de la Commission des Budgets du Parlement européen.
Elle est substitut pour la Commission de l'Emploi et des Affaires Sociales et pour la Commission du Transport et du Tourisme.

## Éducation
- 1978 : diplôme de politique et sciences économiques de l'université de Copenhague.

## Carrière
- Économiste (1978-1984) pour Privatbanken
- Économiste en chef (1985-1994) pour Privatbanken/Unibank
- Journaliste (1984-1985) et rédacteur expérimenté (1996-1998) pour Berlingske Tidende

## Carrière politique
- 1994-1996 : Présidente de la Confédération des employés danois
- 1999-2014 : Député européen
- 2002-2004 : Vice-Présidente de la Commission des Budgets[1] du Parlement européen